# المعبوش (قفل شمر)

تعديل مصدري - تعديل

المعبوش هي إحدى قرى عزلة المخلاف بمديرية قفل شمر التابعة لمحافظة حجة، بلغ تعداد سكانها 186 نسمة حسب تعداد اليمن لعام 2004.